# Doudou Ndoye
Pour les articles homonymes, voir Ndoye.
Juriste de formation, Doudou Ndoye (né à Dakar le 4 août 1944) est un leader politique sénégalais, ancien ministre.

## Biographie
D'origine lébou, Doudou Ndoye est né à Dakar.
Diplômé de l'Université de Montpellier et de l'École nationale des impôts de Clermont-Ferrand, il enseigne d'abord le droit privé à l'Université Cheikh Anta Diop de Dakar, puis exerce comme avocat.
Il est l'un des membres fondateurs du Parti démocratique sénégalais (PDS), mais rejoint par la suite le Parti socialiste et devient ministre de la justice sous la présidence d'Abdou Diouf, du 8 avril 1983 au 2 janvier 1986.
Auteur d'un certain nombre d'ouvrages juridiques, il est le fondateur et le directeur de la publication des Éditions juridiques africaines (EDJA).
Depuis 1983, il est membre de l'Institut international de droit d’expression et d’inspiration françaises et d'Avocats sans frontières.
Il est le leader de l'Union pour la République (UPR), un parti créé en 2000.
Lors de l'élection présidentielle de 2007, il a recueilli 0,29 % des voix, se classant 12e sur les 15 candidats en lice.
Doudou Ndoye est l'un des candidats en lice pour l'élection présidentielle sénégalaise de 2012.
Grand sportif, Doudou Ndoye est aussi très impliqué dans les milieux du football sénégalais.

#### Ouvrages de Doudou Ndoye
- Code des obligations de l'administration annoté, et la réglementation des marchés publics, 1991
- Tout ce qu'il faut savoir sur le bail à usage d'habitation au Sénégal : étude juridique. Toute la réglementation annotée avec la jurisprudence des cours et tribunaux, 1991
- Code de procédure pénale annoté : jurisprudence et textes complétés par la compétence Rationae Materiae des Cours et Tribunaux, le régime de l'administration pénitentiaire, le casier judiciaire, 1992
- La Cour de cassation au Sénégal : les textes annotés et commentés, 1992
- Le Conseil d'état au Sénégal : protection des citoyens contre l'administration : les textes annotés et commentés, 1993
- Tout ce qu'il faut savoir sur les magistrats au Sénégal, 1993
- Nouveau code de procédure civile annoté, 1994
- Code de la famille annoté, 1996
- Code des sociétés annoté, 1996
- La Constitution du Sénégal commentée, complétée par Le règlement intérieur de l'Assemblée nationale, Le conseil constitutionnel et sa jurisprudence, La déclaration des droits de l'homme et du citoyen de 1789, La déclaration universelle des droits de l'homme de 1948, La charte africaine des droits de l'homme et des peuples, 1996
- Nouveau Code de procédure pénal du Sénégal annoté : complété par l'organisation de la compétence des juridictions, l'extradition et l'exécution des peines, le régime des établissements pénitentiaires, le casier judiciaire. Les textes et la jurisprudence, 2000
- La justice au Sénégal : textes mis à jour, annotés et commentés, 2003